# Norwood Avenue
Norwood Avenue è una fermata della metropolitana di New York situata sulla linea BMT Jamaica. Nel 2019 è stata utilizzata da 948 571 passeggeri. È servita principalmente dalla linea J, tranne nell'ora di punta del mattino in direzione Manhattan e nell'ora di punta del pomeriggio in direzione Queens quando è servita dalla linea Z.

## Storia
La stazione fu aperta il 30 maggio 1893. È stata ristrutturata tra luglio 2005 e marzo 2006.

## Strutture e impianti
La stazione è posta su un viadotto al di sopra di Fulton Street, ha due binari e una banchina ad isola. All'estremità orientale della banchina si trova la struttura che ospita i tornelli e le due scale per il piano stradale che portano al lato est dell'incrocio con Norwood Avenue.

## Interscambi
La stazione è servita da alcune autolinee gestite da NYCT Bus.
- Fermata autobus